# Diachrysia disjunctavirescens
Diachrysia disjunctavirescens är en fjärilsart som beskrevs av Barend J. Lempke 1949. Diachrysia disjunctavirescens ingår i släktet Diachrysia och familjen nattflyn. Inga underarter finns listade i Catalogue of Life.